# Comté de Marion (Illinois)
Pour les articles homonymes, voir Comté de Marion.
Le comté de Marion (en anglais : Marion County) est un comté des États-Unis, situé dans l'État  de l'Illinois.

## Comtés voisins
|                                 | Nord : Comté de Fayette  |                                      |
| Ouest : Comté de Clinton        | Comté de Marion          | Est : Comté de Clay & Comté de Wayne |
| Sud-Ouest : Comté de Washington | Sud : Comté de Jefferson |                                      |

## Transports
- Interstate 57
- U.S. Route 50
- U.S. Route 51
- Illinois Route 37
- Illinois Route 161

## Villes
- Centralia
- Salem
- Alma
- Kinmundy
- Kell
- Wamac
- Sandoval
- Odin
- Iuka